# Tam Sơn, Quản Bạ
Tam Sơn là thị trấn huyện lỵ của huyện Quản Bạ, tỉnh Hà Giang, Việt Nam.

## Địa lý
Thị trấn Tam Sơn có vị trí địa lý:
- Phía bắc giáp xã Thanh Vân
- Phía đông giáp xã Quản Bạ
- Phía nam giáp xã Quyết Tiến
- Phía tây giáp xã Tùng Vài và xã Thanh Vân.

Thị trấn Tam Sơn có diện tích 13,27 km², dân số năm 2019 là 6.753 người, mật độ dân số đạt 509 người/km².
Thị trấn Tam Sơn có Quốc lộ 4C chạy qua địa bàn, thị trấn cũng có tuyến đường liên xã nối đến biên giới Việt - Trung tại xã Nghĩa Thuận. Thị trấn có Núi Đôi Cô Tiên, một di sản địa chất thuộc Cao nguyên đá Đồng Văn.

## Hành chính
Thị trấn Tam Sơn có 8 thôn, tổ dân phố được chia thành 4 tổ dân phố: 1, 2, 3, 4 và 4 thôn: Bảo An, Thượng Sơn, Nà Chang, Nà Khoang.

## Lịch sử
Ngày 20 tháng 8 năm 1999, Chính phủ ban hành Nghị định 74/1999/NĐ-CP về việc thành lập thị trấn Tam Sơn trên cơ sở điều chỉnh 1.230 ha diện tích tự nhiên và 3.858 nhân khẩu của xã Quản Bạ.